# Fumiyuki Beppu
Fumiyuki Beppu (Japans: 別府 史之 Beppu Fumiyuki) (Chigasaki, 10 april 1983) is een Japans voormalig wielrenner. Zijn broer Takumi was ook een professioneel wielrenner.

## Carrière
In de Ronde van Frankrijk 2009 werd hij (samen met Yukiya Arashiro) de eerste Japanner ooit die de Tour uitreed. In de 21e etappe van deze ronde werd hij uitgeroepen tot strijdlustigste renner.

## Overwinningen
2003
1e etappe deel A Ronde van de Aostavallei (TTT)
2004
1e etappe Ronde van de Aostavallei
2006
 Japans kampioen op de weg, Elite
 Japans kampioen tijdrijden, Elite
2008
 Aziatisch kampioen op de weg, Elite
2011
 Japans kampioen op de weg, Elite
 Japans kampioen tijdrijden, Elite
2012
2e etappe (ploegentijdrit) Eneco Tour
2014
 Japans kampioen tijdrijden, Elite

## Resultaten in voornaamste wedstrijden
| Jaar | Ronde van Italië | Ronde van Frankrijk | Ronde van Spanje |
| ---- | ---------------- | ------------------- | ---------------- |
| 2006 |                  |                     |                  |
| 2007 |                  |                     |                  |
| 2008 |                  |                     |                  |
| 2009 |                  | 112e                |                  |
| 2010 |                  |                     |                  |
| 2011 | 67e              |                     |                  |
| 2012 | 121e             |                     |                  |
| 2013 |                  |                     |                  |
| 2014 | 82e              |                     |                  |
| 2015 | 117e             |                     |                  |
| 2016 |                  |                     | 120e             |
| 2017 |                  |                     |                  |
| 2018 |                  |                     |                  |
| 2019 |                  |                     |                  |
| 2020 |                  |                     |                  |
| 2021 |                  |                     |                  |

| Jaar | Milaan-San Remo | Gent-Wevelgem | Ronde van Vlaanderen | Parijs-Roubaix | Amstel Gold Race | Luik-Bast.‑Luik | Ronde van Lombardije | Waalse Pijl | Grote Prijs van Quebec | Bretagne Classic |  | WK op de weg |  | Wereldranglijsten |
| ---- | --------------- | ------------- | -------------------- | -------------- | ---------------- | --------------- | -------------------- | ----------- | ---------------------- | ---------------- |  | ------------ |  | ----------------- |
| 2006 |                 |               |                      | opgave         | opgave           | opgave          | 72e                  | 106e        |                        | 54e              |  |              |  |                   |
| 2007 |                 |               |                      | opgave         | opgave           |                 |                      |             |                        | 17e              |  | opgave       |  | 203e (UPT)        |
| 2008 |                 | 39e           | opgave               |                |                  | 123e            |                      |             |                        |                  |  |              |  |                   |
| 2009 |                 |               | opgave               | opgave         |                  |                 |                      |             |                        |                  |  | 57e          |  |                   |
| 2010 | 113e            |               |                      | buit.tijd      |                  |                 |                      |             |                        |                  |  | 30e          |  |                   |
| 2011 |                 | 117e          | 120e                 | 71e            |                  |                 |                      |             |                        | 8e               |  | 120e         |  | 146e (UWT)        |
| 2012 |                 |               |                      |                |                  | opgave          | opgave               | 117e        | 85e                    |                  |  | opgave       |  |                   |
| 2013 |                 |               | 84e                  | opgave         |                  |                 |                      |             | 24e                    |                  |  |              |  |                   |
| 2014 |                 |               |                      |                |                  | opgave          |                      |             |                        | 100e             |  |              |  |                   |
| 2015 |                 |               |                      |                | opgave           | opgave          |                      | 125e        |                        |                  |  | opgave       |  |                   |
| 2016 |                 |               |                      |                | opgave           | 134e            |                      | 138e        |                        |                  |  | opgave       |  |                   |
| 2017 |                 |               |                      |                | opgave           | opgave          |                      | 153e        | 96e                    |                  |  |              |  | 368e (UWT)        |
| 2018 |                 |               |                      |                |                  |                 |                      |             |                        |                  |  |              |  |                   |
| 2019 |                 |               |                      |                |                  |                 |                      |             |                        | opgave           |  |              |  |                   |
| 2020 |                 |               |                      |                |                  |                 |                      |             |                        |                  |  |              |  |                   |
| 2021 |                 | opgave        |                      |                |                  |                 |                      |             |                        |                  |  |              |  |                   |

## Ploegen
2005 –  Discovery Channel Pro Cycling Team
2006 –  Discovery Channel Pro Cycling Team
2007 –  Discovery Channel Pro Cycling Team
2008 –  Skil-Shimano
2009 –  Skil-Shimano
2010 –  Team RadioShack
2011 –  Team RadioShack
2012 –  Orica GreenEDGE 
2013 –  Orica GreenEDGE
2014 –  Trek Factory Racing
2015 –  Trek Factory Racing
2016 –  Trek-Segafredo
2017 –  Trek-Segafredo
2018 –  Trek-Segafredo
2019 –  Trek-Segafredo
2020 –  NIPPO DELKO One Provence
2021 –  EF Education-Nippo
1. ↑  Tot de Ronde van Italië heette de ploeg GreenEDGE, maar na het aantrekken van Orica als sponsor werd de naam veranderd.

Wielerploegen van Fumiyuki Beppu
Armstrong (tot 31/07) ·
Azevedo ·
Barry ·
Beltrán · 
Beppu ·
Bileka · 
Brajkovič ·
Creed ·
Cruz ·
Danielson ·
Devolder ·
Hammond ·
Hesjedal ·
Hincapie ·
Hoste · 
Jekimov   · 
Joachim ·
McCartney ·
McCarty ·
Michajlov · 
Noval ·
Padrnos ·
Popovytsj · 
Roulston ·
Rubiera ·
Savoldelli ·
Van den Broeck ·
van Heeswijk
Azevedo ·
Barry ·
Beltrán · 
Beppu ·
Bileka · 
Brajkovič ·
Danielson ·
Devolder ·
Goesev ·
Hammond ·
Hincapie ·
Hoste · 
Jekimov   ·
Joachim ·
Lowe · 
Martínez ·
McCartney ·
Michajlov · 
Noval ·
Padrnos ·
Popovytsj · 
Rubiera ·
Savoldelli ·
Smith ·
Van den Broeck ·
Van Goolen ·
van Heeswijk ·
White
Basso (tot 30/04) · 
Beppu ·
Bileka · 
Brajkovič ·
Contador ·
Cruz ·
Cummings ·
Danielson ·
Davis ·
Devine ·
Devolder ·
Fuyu ·
Goesev ·
Hincapie · 
Leipheimer ·
Lowe · 
Martínez ·
McCartney ·
Meersman ·
Murn · 
Noval ·
Padrnos ·
Paulinho ·
Popovytsj · 
Rubiera ·
Vaitkus ·
Vandborg ·
Van Goolen ·
White (tot 15/08)
Abe ·
Bacquet ·
den Bakker ·
Beppu ·
Curvers ·
Deroo ·
Doi ·
Goesinnen ·
Hatanaka ·
Hirose ·
Houanard ·
van Hummel ·
Hupond ·
Iino ·
Ji · 
Jin ·
Kano ·
Lhotellerie ·
Nodera ·
Rooijakkers ·
Siedler ·
Suzuki ·
Timmer ·
Veelers · 
Wagner ·
Chaigneau (stagiair) · 
De Backer (stagiair) 
Beppu ·
Curvers ·
De Backer ·
Deroo ·
Docker ·
Doi ·
Eltink ·
Feng ·
Geschke ·
Goesinnen ·
Hivert ·
Houanard ·
van Hummel ·
Hupond ·
Ji · 
Jin ·
de Kort ·
Lemoine ·
Rooijakkers ·
Timmer ·
Veelers · 
Wagner ·
Antomarchi (stagiair) · 

de Jonge (stagiair) · 
Vissers (stagiair) 
Armstrong ·
Beppu ·
Bewley ·
Brajkovič ·
Busche ·
Hermans ·
Horner ·
Impey ·
Irizar ·
Fuyu (tot 30/04) ·
Klöden ·
Leipheimer ·
Lequatre ·
Machado · 
McCartney ·
Moeravjov ·
Paulinho ·
Popovytsj ·
Rast ·
Rosseler ·
Rovny ·
Rubiera ·
Selander ·
Steegmans ·
Vaitkus ·   
Zubeldia ·
Avery (stagiair) ·
Phinney (stagiair) ·
Sergent (stagiair) 
Armstrong (tot 16/02) ·
Beppu ·
Bewley ·
Brajkovič ·
Busche ·
Cardoso ·
Deignan ·
Hermans ·
Horner ·
Hunter ·
Irizar ·
King ·
Klöden ·
Kwiatkowski ·
Leipheimer ·
Lequatre ·
Machado · 
McCartney ·
McEwen ·
Moeravjov ·
Oliveira ·
Paulinho ·
Popovytsj ·
Rast ·
Rosseler ·
Rovny ·
Selander ·
Sergent ·
Zubeldia ·
Bennett (stagiair) ·
Parker (stagiair) ·
Sjaloenov (stagiair) 
Albasini · Beppu · Bewley · Bobridge · Clarke · Cooke · Davis · Dean · Docker · Durbridge · Gerrans · Goss · Hepburn · Howard · Impey · Keukeleire · Kruopis · Lancaster · Langeveld · McEwen · Meier · C.Meyer · T.Meyer · Mouris · O'Grady · Sulzberger · Teklehaimanot · Tuft · Vaitkus · Weening · Wilson
Albasini · Beppu · Bewley · Clarke · Cooke · Davis · Docker · Durbridge · Gerrans · Goss · Hepburn · Howard · Howson (stagiair) · Impey · Kang (stagiair) · Keukeleire · Kruopis · Lancaster · Langeveld · Matthews · Meier · C.Meyer · T.Meyer · Mouris · O'Grady · Sulzberger · Teklehaimanot · Tuft · Vaitkus · Weening
Alafaci · Arredondo · Beppu · Busche · Cancellara · Devolder · Didier · Felline · Hondo · Irizar · Jungels · Kišerlovski · Nizzolo · Popovytsj · B. van Poppel · D. van Poppel · Rast · Roulston · A. Schleck · F. Schleck · Sergent · Silvestre · Stuyven · Vandewalle · Voigt · Watson · Zoidl · Zubeldia · Chevrier (stagiair) · Eastman (stagiair) · Kirsch (stagiair)
Alafaci · Arredondo · Beppu · Busche · Cancellara · Coledan · Devolder · Didier · Felline · Irizar · Jungels · McConnell · Mollema · Nizzolo · Popovytsj · B.van Poppel · D.van Poppel · Rast · Roulston · Schleck · Sergent · Silvestre · Steegmans · Stuyven · Vandewalle · Watson · Zoidl · Zubeldia · Basso (stagiair) · Bernard (stagiair) · Rekita (stagiair)
Alafaci · Arredondo · Beppu · Bernard · Bobridge · Bonifazio · Cancellara   · Coledan · Devolder · Didier · Felline · Hesjedal · Irizar · Mollema · Nizzolo · Popovytsj · van Poppel · Rast · Reijnen · Schleck · Stetina · Stuyven · Theuns · Zoidl · Zubeldia · Allegaert (stagiair) · Mosca (stagiair)
Alafaci · Beppu · Bernard · Brändle · Cardoso · Coledan · Contador · Daniel · Degenkolb · Didier · Felline · Gogl · Guerreiro · Hernández · Irizar · de Kort · Mollema · Nizzolo · Pantano · Pedersen · van Poppel · Rast · Reijnen · Stetina · Stuyven · Theuns · Zubeldia · Conci (stagiair) · Moschetti (stagiair) · Toovey (stagiair)
Alafaci · Beppu · Bernard · Brambilla · Brändle · Conci · Daniel · Degenkolb · Didier · Eg · Felline · Frame · Gogl · Grmay · Guerreiro · Irizar · de Kort · Mollema · Mullen · Nizzolo · Pantano · Pedersen · van Poppel · Rast · Reijnen · Skujiņš · Stetina · Stuyven
Beppu · Bernard · Brambilla · Ciccone · Clarke · Conci · Degenkolb · Eg · Felline · Frame · Gogl · Irizar (actief t/m 3 augustus) · Kirsch · de Kort · Mollema · Mosca (vanaf 1 augustus) · Moschetti · Mullen · Pantano · Pedersen  · Porte · Reijnen · Skujiņš · Stetina · Stuyven · Theuns · Debeaumarché (stagiair) · López (stagiair) · Quarterman (stagiair)
Arroyave Cañas · Barta · Beppu · Van den Berg · Bettiol · Bissegger · Caicedo · Camargo · Carr · Carthy · Cort · Craddock · Docker · El Fares · Van Garderen tot en met 21 juni · Guerreiro · Higuita · Hofland · Howes · Keukeleire · Langeveld · Morton · Nakane · Owen · Powless · Rutsch · Scully · Urán · Valgren · Whelan